# Mieszków (gromada)
Mieszków – dawna gromada, czyli najmniejsza jednostka podziału terytorialnego Polskiej Rzeczypospolitej Ludowej w latach 1954–1972.
Gromady, z gromadzkimi radami narodowymi (GRN) jako organami władzy najniższego stopnia na wsi, funkcjonowały od reformy reorganizującej administrację wiejską przeprowadzonej jesienią 1954 do momentu ich zniesienia z dniem 1 stycznia 1973, tym samym wypierając organizację gminną w latach 1954–1972.
Gromadę Mieszków z siedzibą GRN w Mieszkowie utworzono – jako jedną z 8759 gromad na obszarze Polski – w powiecie jarocińskim w woj. poznańskim, na mocy uchwały nr 22/54 WRN w Poznaniu z dnia 5 października 1954. W skład jednostki weszły obszary dotychczasowych gromad Kąty, Osiek, Mieszków i Radlin ze zniesionej gminy Jarocin oraz Radliniec i Wolica Pusta ze zniesionej gminy Miasto n/Wartą – w tymże powiecie. Dla gromady ustalono 25 członków gromadzkiej rady narodowej.
31 grudnia 1971 gromadę zniesiono, a jej obszar włączono do gromad: Jarocin (miejscowości Cząszczew, Kąty, Mieszków, Osiek i Radlin) i Nowe Miasto n/Wartą (miejscowości Radliniec, Stramnice i Wolica Pusta) w tymże powiecie.